# کریستین نیمت
کریستین نیمت (به مجاری: Krisztián Németh) متولد ۵ ژانویه سال ۱۹۸۹ میلادی، بازیکن فوتبال اهل مجارستان  است.